# Caledoniscincus festivus
Caledoniscincus festivus là một loài thằn lằn trong họ Scincidae. Loài này được Roux mô tả khoa học đầu tiên năm 1913.